# Norma Blum
Norma Blum (Rio de Janeiro, 11 ottobre 1939) è un'attrice e conduttrice televisiva brasiliana.

## Biografia
I suoi genitori, austriaci di nascita, si stabilirono in Brasile poco prima della seconda guerra mondiale. Il padre Robert, professore di inglese, fu scritturato da TV Tupi nel 1951 per la conduzione di un programma in cui appunto veniva insegnata quella lingua: ad affiancarlo c'era la piccola Norma, che così esordì sul piccolo schermo.
Norma Blum ha interpretato ruoli in diverse telenovelas di successo, tra cui Ilusões Perdidas, la prima in assoluto prodotta da TV Globo; la si ricorda poi nella parte di Malvina in La schiava Isaura e in quella della perfida Frau Herta in Ciranda de pedra. Donna in possesso di una cultura vastissima (includente non solo conoscenze umanistiche ma anche filosofia della matematica, creatività e multimedia, dinamiche di gruppo, naturopatia, teoria dei sistemi, logica e programmazione neurolinguistica), nella sua lunga carriera teatrale si è distinta, in particolare, nell'interpretazione dell'Elettra di Sofocle.

## Vita privata
Norma Blum è stata sposata con l'attore Milton Moraes e il musicista Zé Rodrix. Entrambi i matrimoni sono terminati col divorzio; dal secondo è nata la sua unica figlia, l'attrice Mayana Blum.

## Filmografia

### Cinema
- Sai de Baixo, regia di J.B. Tanko (1956)
- Cala a Boca, Etelvina, regia di Euripides Ramos e Hélio Barroso (1958)
- Minervina Vem Aí, regia di Euripides Ramos e Hélio Barroso (1960)
- Mulheres e Milhões, regia di Jorge Ileli (1961)
- O Dono da Bola, regia di J.B. Tanko (1961)
- Sócio de Alcova, regia di George Cahan (1962)
- Assassinato em Copacabana, regia di Euripides Ramos (1962)
- Pluft, o Fantasminha, regia di Romain Lesage (1962)
- O Beijo, regia di Flávio Tambellini (1965)
- As Sete Faces de um Cafajeste, regia di Jece Valadão (1968)
- Vidas Estranhas, regia di Itamar Borges (1968)
- O Casamento, regia di Arnaldo Jabor (1975)
- A Extorsão, regia di Flávio Tambellini (1975)
- Amor de Perversão, regia di Alfredo Sternheim (1982)
- Jeitosa, Um Assunto Muito Particular, regia di Nello De Rossi (1984)
- Vera, regia di Sergio Toledo (1986)
- Sonhos de Menina Moça, regia di Tereza Trautman (1988)

### Telenovele e miniserie
- Ilusões Perdidas (1965)
- O Homem Proibido (1967)
- A Gata de Vison (1968)
- A Última Valsa (1969)
- Bravo! (1975)
- Senhora (1975)
- Pluft, o Fantasminha (1975)
- Vejo a Lua no Céu (1976)
- La schiava Isaura (Escrava Isaura) (1976)
- Marina (1979)
- Ciranda de pedra; altro titolo: La fontana di pietra (Ciranda de pedra) (1981)
- Elas por Elas (1982)
- Il cammino della libertà; altro titolo: La padroncina (Sinhá Moça) (Rede Globo) (1986)
- Bambolê (1987)
- L'amore vero non si compra (Cortina de Vidro) (1989)
- Luna piena d'amore (Lua Cheia de Amor) (1990)
- Anos Rebeldes (1992)
- Pícara Sonhadora (2001)
- Celebridade (2003)
- A Escrava Isaura (2004)
- Floribella (2005)
- Alta Estação (2006)
- Malhação (2008)
- Cama de Gato (2009)
- Tudo Novo de Novo (partecipazione speciale) (2009)
- Insensato Coração (2011)
- Carrossel (2012)
- As Brasileiras (2012)
- Joia Rara (2013)
- Além do Tempo (2015)